# Stockport (Grande Manchester)

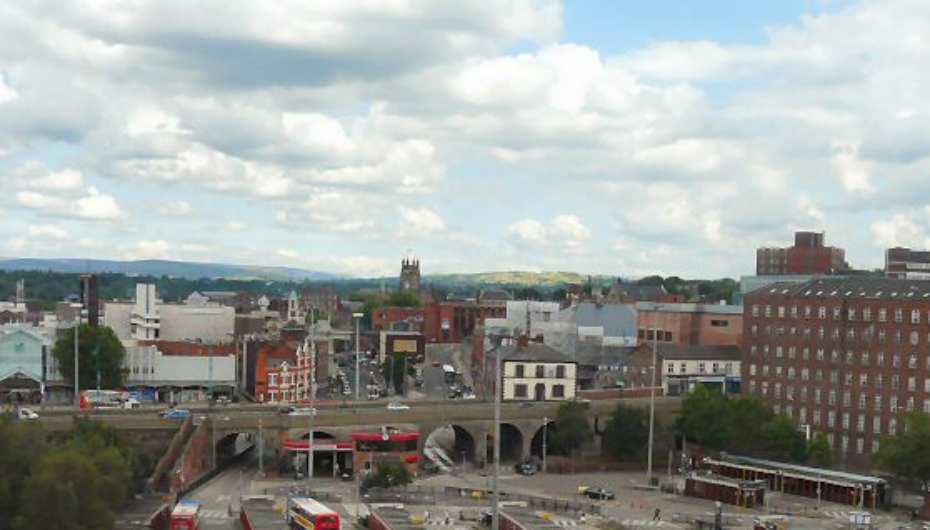
Uma vista da estação de ônibus de Stockport.

Stockport é uma cidade da Grande Manchester, na Inglaterra. Em 2011, tinha uma população de aproximadamente 136 082 pessoas. Sua economia é baseada em serviços e indústria.